# Liste der Baudenkmale in Putgarten
In der Liste der Baudenkmale in Putgarten sind alle Baudenkmale der Gemeinde Putgarten (Landkreis Vorpommern-Rügen) und ihrer Ortsteile aufgelistet. Grundlage ist die Veröffentlichung der Denkmalliste des Landkreises Vorpommern-Rügen, Auszug aus der Kreisdenkmalliste vom August 2015.

## Putgarten
| ID    | Lage                  | Bezeichnung                                | Beschreibung                                                                                          | Bild            |
| ----- | --------------------- | ------------------------------------------ | --- | --------------- |
| 00582 | Dorfstraße (Karte)    | Feuerwehrgerätehaus                        | | Weitere Bilder  |
| 00586 | Dorfstraße 16 (Karte) | Helene-Weigel-Haus                         | | Weitere Bilder  |
| 00584 | Dorfstraße 18 (Karte) | Backsteinhaus II (Haus Rathenow)           | | Weitere Bilder  |
| 00585 | Dorfstraße 2          | Wohnhaus                                   | | Wohnhaus        |
| 00580 | Dorfstraße 20 (Karte) | Wohnhaus                                   | | Wohnhaus        |
| 00579 | Dorfstraße 22 (Karte) | Stall (Gutsanlage)                         | | Weitere Bilder  |
| 00579 | Dorfstraße 22 (Karte) | Gutsanlage mit Wohnhaus, Scheune und Stall | Gutsanlage mit Wohnhaus, Scheune, Stall: 1-gesch., 9-achs. Bau von um 1900 mit 2-gesch. Zwerchgiebel. | Weitere Bilder  |
| 00579 | Dorfstraße 22 (Karte) | Scheune (Gutsanlage)                       | | Weitere Bilder  |
| 00579 | Dorfstraße 22         | Wohnhaus (Gutsanlage)                      | | Weitere Bilder  |
| 00583 | Dorfstraße 6          | Backsteinhaus I                            | | Backsteinhaus I |

## Arkona
| ID    | Lage           | Bezeichnung                                           | Beschreibung | Bild                                   |
| ----- | -------------- | ----------------------------------------------------- | ------------ | -------------------------------------- |
| 00023 | Arkona (Karte) | Alter Leuchtturm                                      |              | Weitere Bilder                         |
| 00023 | Arkona         | Stall (alter Leuchtturm)                              |              |                                        |
| 00023 | Arkona         | Leuchtturmwärterhaus (alter Leuchtturm)               |              | Weitere Bilder                         |
| 00024 | Arkona (Karte) | Neuer Leuchtturm                                      |              | Weitere Bilder                         |
| 00025 | Arkona (Karte) | Peilturm                                              |              | Weitere Bilder                         |
| 00026 | Arkona (Karte) | Maschinen- (Pumpem-)haus der ehem. Nebelsignalstation |              |                                        |
| 00026 | Arkona (Karte) | Werkstatt der ehem. Nebelsignalstation                |              | Werkstatt der ehem. Nebelsignalstation |

## Goor
| ID    | Lage   | Bezeichnung                      | Beschreibung | Bild                             |
| ----- | ------ | -------------------------------- | ------------ | -------------------------------- |
| 00308 | Goor 5 | Haus (Hensen) mit Packsteinmauer |              | Haus (Hensen) mit Packsteinmauer |
| 00308 | Goor 5 | Rest Park                        |              | Rest Park                        |

## Varnkevitz
| ID    | Lage       | Bezeichnung | Beschreibung | Bild |
| ----- | ---------- | ----------- | ------------ | ---- |
| 00769 | Varnkevitz | Park        |              |      |

## Vitt
| ID    | Lage                | Bezeichnung                   | Beschreibung | Bild                          |
| ----- | ------------------- | ----------------------------- | ------------ | ----------------------------- |
| 00781 | Vitt (Karte)        | Hafenanlage mit Mole          |              | Hafenanlage mit Mole          |
| 00782 | Vitt (Karte)        | Kapelle                       |              | Weitere Bilder                |
| 00785 | Vitt 11, 12 (Karte) | Wohnhaus                      |              | Wohnhaus                      |
| 00787 | Vitt 2 (Karte)      | Gasthaus „Zum Goldenen Anker“ |              | Gasthaus „Zum Goldenen Anker“ |
| 00783 | Vitt 5 (Karte)      | Wohnhaus                      |              | Wohnhaus                      |
| 00784 | Vitt 9 (Karte)      | Wohnhaus                      |              | Wohnhaus                      |

## Quelle
- Denkmalliste des Landkreises Vorpommern-Rügen